# Attentat du 6 mars 2023 à Kachhi
L'attentat du 6 mars 2023 à Kachhi est survenu le 6 mars 2023 lorsqu'une attaque terroriste a eu lieu à Kachhi, dans la province du Baloutchistan, au Pakistan.

## Attentat
L'attaque visait une camionnette transportant des policiers de Sibi à Quetta, tuant au moins neuf personnes et en blessant 13 autres. L'agresseur, qui serait un kamikaze à moto, a percuté la camionnette de police sur le pont Kambri dans la zone entre Sibi et le district de Kachhi. Aucun groupe n'a revendiqué l'attaque,.
Les blessés ont été transportés à l'hôpital civil de Sibi. Des équipes de déminage et du personnel de sécurité sont arrivés sur le site, et la zone a été bouclée avec une opération de recherche en cours. Le Département de l'information du Baloutchistan a publié un communiqué indiquant que des officiers blessés avaient été transportés à Quetta depuis Kachhi via un hélicoptère du gouvernement.

## Réactions
Mir Abdul Quddus Bizenjo a condamné l'attaque, promettant de faire échouer toutes les conspirations visant à créer des troubles et de l'instabilité dans la province avec le soutien du public.
Le Premier ministre Shehbaz Sharif a également condamné l'incident, promettant de débarrasser le pays de la menace du terrorisme.